# Bătălia de la Cartagina (238)
Bătălia de la Cartagina (aprilie 238) a fost o confruntare între trupele romane loiale împăratului Maximin Tracul și Gordian I și Gordian al II-lea, doi uzurpatori. Ea a fost una dintre multele bătălii de la Cartagina și a făcut parte din criza secolul III din Imperiul Roman, fiind un moment important din anul celor șase împărați.
Gordian I și Gordian al II-lea, tată și fiu, s-au declarat împărați romani în 238, în provincia Africa Proconsularis, fiind sprijiniți de Senat. Capelianus, guvernatorul provinciei învecinate Numidia, loial fostului împărat Maximin Tracul, a pornit spre Cartagina, reședința celor doi gordieni. El deținea singura legiune din Africa, Legiunea a III-a Augusta, precum și alte trupe de veterani. Gordian al II-lea, care comanda armata Cartaginei, avea sub comandă doar un grup de civili, prost echipați și strânși în grabă.
Capelianus l-a înfrânt și ucis pe Gordian II, iar Gordian I s-a sinucis când a aflat vestea. Cu toate acestea, în aceeași lună, Maximin Tracul a fost asasinat, iar tronul a revenit nepotului lui Gordian I, Gordian al III-lea.